# Sette minuti dopo la mezzanotte (romanzo)
Sette minuti dopo la mezzanotte (A Monster Calls) è un romanzo del genere low fantasy scritto da Patrick Ness, da un'idea originale di Siobhan Dowd, illustrato da Jim Kay e pubblicato dalla Walker Books il 5 maggio 2011. È stato pubblicato per la prima volta in italiano da Mondadori il 20 marzo 2012.
Nel 2012 il romanzo ha vinto sia la Carnegie Medal (a Ness) sia la consorella Kate Greenaway Medal (a Kay), una doppietta unica negli oltre cinquant'anni di storia del premio. Ne è stato realizzato un adattamento cinematografico nel 2016.

## Storia editoriale
Siobhan Dowd era malata terminale di cancro quando concepì la storia e morì poco prima di iniziare a scriverla. Aveva discusso e firmato un contratto con l'editore Denise Johnstone-Burt della Walker Books, che aveva lavorato anche con Patrick Ness. Dopo la sua morte nel mese di agosto del 2007, la casa editrice concordò con Ness che fosse lui a scrivere la storia. Le illustrazioni furono quindi affidate a Jim Kay. Ness e Kay si sono incontrati di persona solo dopo la pubblicazione del romanzo, nel mese di maggio del 2011.
Dopo aver vinto la Carnegie Medal, Ness discusse tutto il suo lavoro sul giornale The Guardian.
Kay fu scelto dopo che gli era stato chiesto di illustrare una scena, sollecitato dal direttore artistico Ben Norland.

## Trama
(Il mostro)
Conor O'Malley, tredici anni, negli ultimi mesi è tormentato da un incubo, "quello con il buio, il vento e le urla".
Una notte, alle 00:07, sente una voce che lo chiama da fuori dalla finestra della sua camera, che si affaccia su una collina dove c'è una vecchia chiesa e un cimitero a ridosso di un albero di tasso. Dirigendosi verso la finestra, Conor incontra il mostro, una massa imponente di rami e foglie che formano una figura umana. Il mostro è incuriosito dal fatto che Conor non ha paura di lui e insiste sul fatto che è stato proprio Conor a chiamarlo. Il mostro sostiene di essere una versione dell'Uomo Verde, e avverte il ragazzo che gli racconterà tre storie vere, dopo di che Conor dovrà raccontare una storia tutta sua, la sua verità, e se non lo farà, il mostro lo divorerà.
Il mostro continua a incontrare Conor, quasi sempre alle 00:07 o alle 12:07, per raccontare le sue storie, che narrano di tutte le altre volte in cui si è risvegliato.
Tra i suoi racconti, che mirano a dimostrare le complicazioni insite dell'uomo, si scopre che la madre di Conor sta affrontando la chemioterapia ed è stata afflitta da cancro terminale l'anno precedente. Conor è isolato e solo. Suo padre usa la sua nuova famiglia negli Stati Uniti come scusa per essere distaccato e non solidale. Anche il rapporto con la nonna, distante, invadente e fredda, non gli fornisce alcun conforto. Conor è vittima di bullismo a scuola e ha preso le distanze da tutti i suoi compagni, soprattutto Lily, al di fuori del mostro. Mentre la storia progredisce, le condizioni di sua madre peggiorano e gli incontri di Conor con il mostro avranno conseguenze sempre più serie.

### Le quattro storie

#### La prima storia
Un vecchio re che aveva perso tutta la sua famiglia, salvo un giovane nipote, risposò una donna giovane e bella. Molti però sostenevano che la donna fosse in realtà una strega. Il vecchio re morì prima che il principe raggiunse la maggiore età, lasciando così la moglie come reggente. La donna fu una regina giusta e coscienziosa, ma non voleva che nessuno le strappasse via la corona, e così complottò per sposare il principe (suo nipote) e rimanere sovrana del regno.
Il principe, intanto, fuggì con la sua amata verso il regno più vicino. Il piano prevedeva di sposarsi e aspettare il momento in cui avrebbe potuto riprendersi il trono. Durante il viaggio i due si fermano e dormire sotto un albero di tasso (il mostro). Il mattino seguente, il principe trovò la sua promessa sposa morta, probabilmente assassinata.
Gli abitanti del villaggio arrivarono sulla scena del reato, e, il principe disse loro che doveva essere stata la regina, quindi la strega, ad uccidere la ragazza per gelosia. In questo modo, una volta processata e impiccata per omicidio, il principe avrebbe potuto riprendersi il regno. La dichiarazione del principe fece risvegliare dal sonno l'albero di tasso.
La folla inferocita si diresse insieme al principe verso il castello, il mostro intanto li seguiva. Gli abitanti catturarono la regina e la condannarono a bruciare sul rogo.
Il mostro la strappò via dalle fiamme, e la portò in una terra lontana dove visse il resto dei suoi giorni.
In realtà non era stata la regina ad uccidere la ragazza. Era stato il principe, che aveva agito per cercare di convincere il suo popolo a ribellarsi contro la regina e riottenere così il trono.
"Non c'è sempre un buono. Come non c'è sempre un cattivo. La maggior parte delle persone è una via di mezzo fra le due cose."
Possibile interpretazione: La strega è la nonna di Conor e "a volte le streghe meritano di essere salvate". 

#### La seconda storia
Un avido e ostile semplicista, attaccato alle antiche tradizioni e credenze, assillava costantemente un curato per avere l'autorizzazione di tagliare un albero di tasso nel cortile della sua chiesa e usarlo come infuso medicinale.
Il curato, nonostante la sua intelligenza e generosità, disprezzava i rimedi arcaici del semplicista definendoli come pratiche di stregoneria. Così facendo gli affari del semplicista peggiorarono.
Un giorno le figlie del curato si ammalarono per un'infezione che si era diffusa in tutta la campagna, quest'ultimo si rivolse al semplicista implorandolo di salvare le proprie figlie, che peggioravano di giorno in giorno.
Quando il farmacista chiese perché avrebbe dovuto aiutare un uomo che lo ha messo contro tutte le persone del villaggio e gli ha negato l'albero di tasso, la fonte più preziosa di farmaci, il parroco lo implorò, promettendogli di dargli l'albero di tasso, e mandare i suoi parrocchiani come pazienti. In risposta alla promessa del parroco di revocare le sue convinzioni e rinunciare a tutto solo per guarire le sue bambine, il farmacista disse che non lo avrebbe potuto aiutare. Le figlie del curato così morirono.
Il mostro si risvegliò dall'albero di tasso per distruggere la casa del parroco come punizione.
Nonostante il farmacista fosse una persona avida e astiosa, era un guaritore, e avrebbe potuto salvare molte vite, tra cui le figlie del curato, che, invece, nonostante fosse un uomo di fede, l'aveva sacrificata alla prima ostilità, proprio nel momento in cui ne avrebbe avuto più bisogno.
Alla fine della storia, Conor viene incitato dal mostro a distruggere la chiesa. Al ritorno alla realtà scopre che ha distrutto l'intero salotto della nonna, mandando in frantumi molti oggetti di valore. Benché la nonna resti scioccata inizialmente per la devastazione del suo salotto, ciò le fa comprendere più chiaramente che suo nipote dentro di sé ha una terribile rabbia e dolore. Consapevole in parte di quello che sta succedendo.
Possibile interpretazione: Il curato non è altro che Liam, il padre di Conor, che come lui sceglie la strada più semplice. Inoltre mette in evidenza che le competenze e la simpatia nei confronti di una persona sono due entità ben distinte. Questa storia mette inoltre in evidenza l'atteggiamento negligente delle persone in tempi buoni, che in tempi difficili trovano difficoltà a lottare.

#### La terza storia
La storia inizia a scuola, durante la pausa pranzo. Il mostro narra di un uomo invisibile, non perché lo fosse davvero ma perché a gente si era abituata a non vederlo, e di come lo abbia reso nuovamente visibile a tutti.
Il riferimento a Conor è diretto, lui è a scuola ma nessuno lo vede a causa della malattia della madre. Durante questo racconto, Conor è brevemente posseduto mentalmente e fisicamente dal mostro e aggredisce violentemente Harry, il bullo della scuola, mandandolo all'ospedale.
Ma ci sono cose più difficili dell'essere invisibili. Dopo aver aggredito Harry è finalmente visibile per i compagni e per i professori, ma ora lo evitano in modo volontario.

#### La quarta storia
Conor deve affrontare il suo incubo per raccontare la quarta storia, o rischierà di essere divorato.
Al limite di una scarpata, sua madre viene tirata nel vuoto da una creatura terrificante. Conor deve aggrapparsi alla sua mano per salvarla dall'essere trascinata verso il vuoto dalla creatura. Alla fine, la presa non riesce e la creatura si impossessa della madre.
Conor è costretto a dire la verità: il suo gesto l'ha fatto di proposito. Mentre avrebbe potuto trattenerla, l'ha invece lasciata andare al fine di fermare il dolore di dover tenere duro.
Conor confessa quindi al mostro e a se stesso che, pur amando la madre, è stremato dalla situazione e dal dover tenere duro e che vorrebbe solo che tutto finisse, anche se questo comporta la morte della madre.
Alla fine il mostro lo conforta, rivelando che il suo scopo era quello di guarirlo. Il romanzo si chiude con Conor che accetta il fatto che gli esseri umani sono esseri complicati e che non devono essere giudicati e puniti per le loro azioni, né per ciò che pensano, e, soprattutto, che riconoscere la verità è una delle cose più difficili e importanti che una persona possa fare.
Alle 00:07, Conor lascia andare sua madre.

## Accoglienza
Sette minuti dopo la mezzanotte ha ricevuto numerosi riconoscimenti. Philip Pullman, autore della trilogia fantasy Queste oscure materie, ha elogiato il romanzo come convincente, potente e impressionante. Allo stesso Jessica Bruder, critico del New York Times, scrisse questa è una storia profondamente triste e ha definito il romanzo un potente pezzo di arte, elogiando le illustrazioni di Jim Kay. Anche Daniel Hahn del The Independent ha espresso il suo elogio al romanzo definendolo coraggioso e bello, pieno di compassione, e che il risultato trema con la vita. Il Publishers Weekly lo ha definito Un Capolavoro come pochi

## Premi
Oltre alla Carnegie Medal e la Kate Greenaway Medal, il romanzo ha vinto numerosi premi come Miglior libro britannico per bambini dell'anno, votato da una giuria di 750 esperti dell'industria dell'editoria;
il Red House Children's Book Award, un premio nazionale votato dai bambini britannici;
e il Kitschies Red Tentacle Award come miglior libro fantasy, e miglior romanzo pubblicato nel Regno Unito.
Negli Stati Uniti, il magazine Booklist dell'American Library Association, lo ha nominato come Il migliore della lista nel genere libri per ragazzi dell'anno 2011.
I quotidiani come il The Independent, 
il Chicago Sun-Times, 
e il The Wall Street Journal 
lo hanno inserito nella lista dei migliori libri dell'anno.

## Adattamento cinematografico
Dal romanzo è stato realizzato un adattamento cinematografico, Sette minuti dopo la mezzanotte diretto da Juan Antonio Bayona, presentato in anteprima mondiale il 10 settembre 2016 al Toronto International Film Festival.

## Teatro
Il 24 ottobre 2017 Patrick Ness annuncia tramite il suo account instagram che, per l'occasione dei 200 anni del teatro Old Vic nel 2018, sarà presentata a partire dal mese di luglio, una versione teatrale di Sette minuti dopo la mezzanotte (A Monster Calls) diretta da Sally Cookson.

### Edizioni
- Patrick Ness, Sette minuti dopo la mezzanotte, collana Contemporanea, traduzione di Giuseppe Iacobaci, prima, Mondadori, 2012,  p. 222.
- Patrick Ness, Sette minuti dopo la mezzanotte, collana Libellule, traduzione di Giuseppe Iacobaci, 2ª ed., Mondadori, 2013,  p. 181.
- Patrick Ness, Sette minuti dopo la mezzanotte, collana Oscar junior, traduzione di Giuseppe Iacobaci, 3ª ed., Mondadori, 2014,  p. 224.